# علامة وينتربوتوم

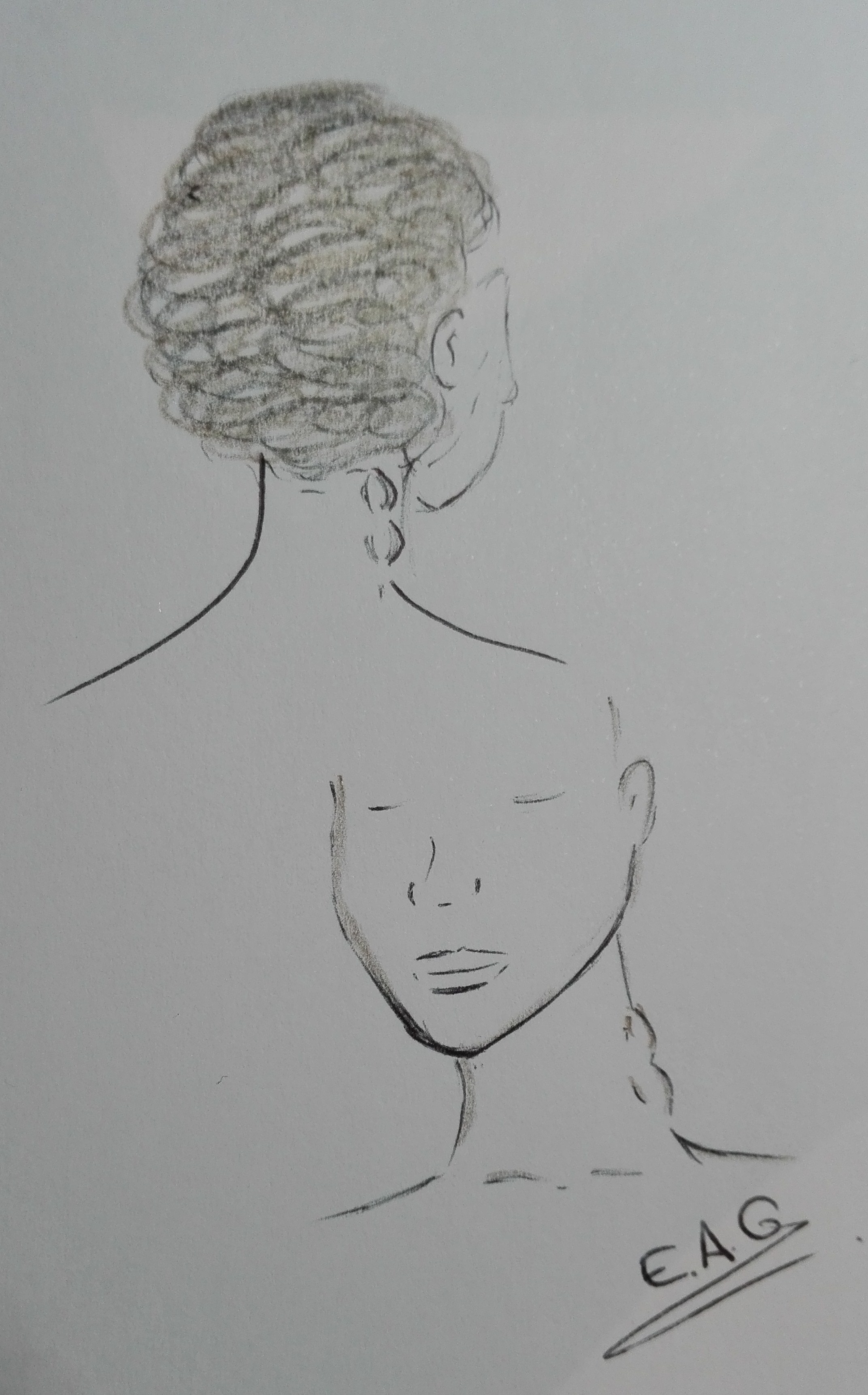
علامة وينتربوتوم. تضخم العقد المفاوية الرقبية على طول الجزء الخلفي من الرقبة نتيجة لمرض داء المثقبيات الأفريقي

علامة وينتربوتوم (بالإنجليزية: Winterbottom's sign)‏ هي علامة طبية تَظهر في المَرحلة المُبكرة مِن داء المثقبيات الأفريقي والمُعروف باسم مرض النوم الأفريقي والذي تُسببه المثقبية البروسية الروديسية وَالغامبية. وَصف الطَبيب أنتوني مارتينلي هذه العلامة على أنها تَورم في العُقد اللمفاوية (تضخم العقد اللمفية) على طَول الجُزء الخلفي من الرَقبة؛ تحديداً في الجُزء الخلفي من العقد اللمفاوية الرقبية، حيثُ أنَّ المُثقبيات تنتقل في السائل اللمفاوي وتُسبب الالتهاب. قد تُوحي هذه العَلامة بُوجود عدوى دماغية.

## التسمية
تمت تسمية هذه العلامة نسبةً إلى الطبيب الإنجليزي توماس ماسترمان وينتربوتوم، حيثُ لاحظ أثناء عَمله في أفريقيا أنَّ تُجار العَبيد يَستعملون علامة تورم الرَقبة كمُؤشر للإصابة بمرض النَوم، وبالتالي يتجنبون هؤلاء العَبيد، فوضعَ وصفه لعلامة تضخم العقد اللمفاوية الرَقبية الخَلفية وارتباطها بداء المثقبيات الأفريقي.